# Germaine Willard
Pour les articles homonymes, voir Willard.
Germaine Willard, née Germaine Chanoinat le 1er janvier 1921 à Paris (20e arrondissement) et morte le 3 mai 2003 à Boulogne-Billancourt, est une historienne et résistante communiste française.

## Biographie
Issue d'une famille ouvrière, elle parvient à suivre des études au lycée Fénelon grâce à une bourse. Elle poursuit dans l'enseignement supérieur, tout en travaillant, à la Sorbonne où elle se spécialise en histoire.
Participant à la Résistance dans un réseau avec ses parents, elle entre dans la clandestinité après l'arrestation et la déportation de ceux-ci en 1944. Devenue agent de liaison des FFI, elle prend part à la Libération de Paris.
En 1948, elle est lauréate de l'agrégation. Elle accomplit la majeure partie de sa carrière d'enseignante au lycée Jules-Ferry (1954-1983), où elle est nommée en classe préparatoire en 1968.
Elle écrit des comptes-rendus de livres et des articles pour La Nouvelle Critique, les Cahiers d’histoire de l’Institut Maurice Thorez, La Pensée.
En 1997, elle reçoit la Légion d'honneur pour l'ensemble de son travail sur l'histoire de la Résistance et de la déportation.
Germaine Willard était entre autres vice-présidente du musée de la Résistance nationale de Champigny-sur-Marne.
Elle était mariée à l'historien Claude Willard, fils de l'avocat Marcel Willard.

## Publications
- De Munich à Vichy : La drôle de guerre, Paris, Éditions sociales, coll. « Collection de l'Institut Maurice Thorez », 1969, 269 p.
- La Drôle de guerre et la trahison de Vichy  (préf. François Billoux), Paris, Éditions sociales, 1960, 176 p.
- Avec Claude Willard, Formation de la nation française, du Xe siècle au début du XIXe siècle, Paris, Éditions sociales, 1955, 317 p.

## Distinctions
- Chevalier de la Légion d'honneur